# Larry Goodman
Laurence "Larry" Goodman (né le 15 septembre 1937) est un homme d'affaires irlandais, principalement dans l'industrie de transformation du bœuf. Il est la 6e génération d'une famille exportatrice de bétail et de viande, qui a fondé ce qui est maintenant ABP Food Group en 1954. Il est le président exécutif de la société qui est devenue l'une des plus grandes entreprises agroalimentaires d'Europe avec 51 usines de transformation en Irlande, au Royaume-Uni, en Espagne, en France, au Danemark, en Hollande, en Autriche, et en Pologne. ABP emploie plus de 11 000 personnes. Par ailleurs, la famille Goodman a des intérêts commerciaux dans la propriété, les soins de santé et l'élevage de bovins ainsi que la gestion de terres arables. 
Ses entreprises ont suscité la controverse en 1991, plus tard une usine de fabrication de hamburgers, Silvercrest, a été l'une des nombreuses installations industrielles de premier plan qui ont été prises pour avoir produit des aliments au bœuf contenant de l'ADN équin à l'échelle européenne, en 2013. Cependant, une enquête du gouvernement irlandais sur la question a conclu que la société n'avait jamais sciemment acheté de viande contenant de l'ADN équin. 